# Carlo Wilm
Carlo Maurice Wilm (Strasburgo, 28 maggio 1950 – Strasburgo, 18 aprile 2018) è stato un cestista francese.

## Carriera
Con la Francia ha disputato i Campionati europei del 1971.